# Nebamon (írnok)

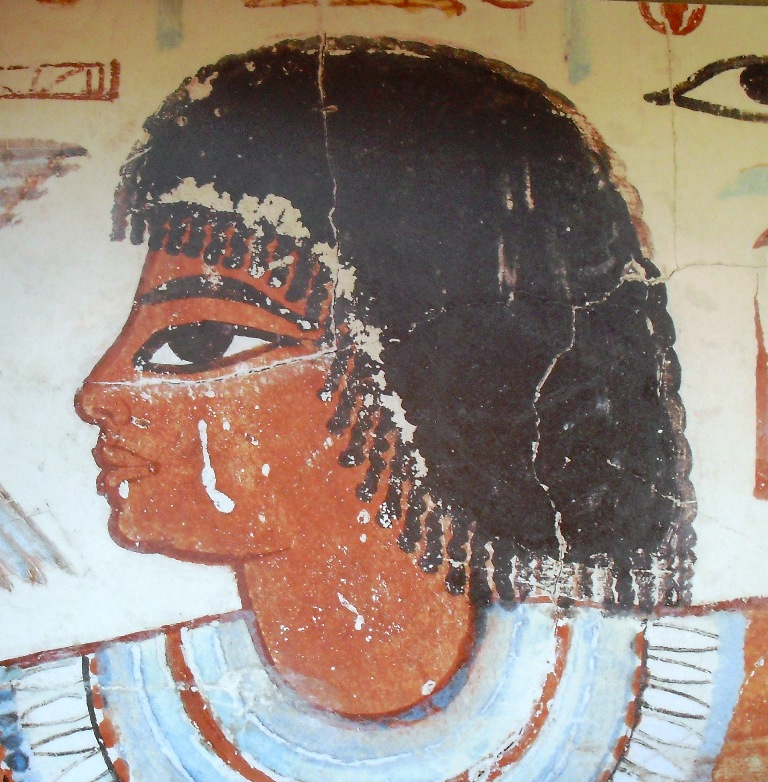
Nebamon ábrázolása sírjában

Nebamon (fl. i. e. 1350 körül) ókori egyiptomi írnok volt az újbirodalom idején. I. e. 1350 körül élt Thébában, ahol Ámon templomában volt a magtárak írnoka. Az, hogy a templomnak dolgozott, és az, hogy Egyiptom gabonaellátása nagy fontossággal bírt, mutatja, hogy Nebamon jelentős személyiség volt, ha nem is a legmagasabb rangú. Nevének jelentése: „Ámon az én uram”.
Nebamon főleg szépen díszített thébai sírjából ismert. Nebamon sírját 1820-ban fedezték fel a Nílus nyugati partján. Bár a sír pontos elhelyezkedése azóta feledésbe merült, pár falfestményét megszerezte a British Museum, ahol jelenleg is kiállítják, és a múzeum legfontosabb műtárgyai közé tartoznak.

## Galéria

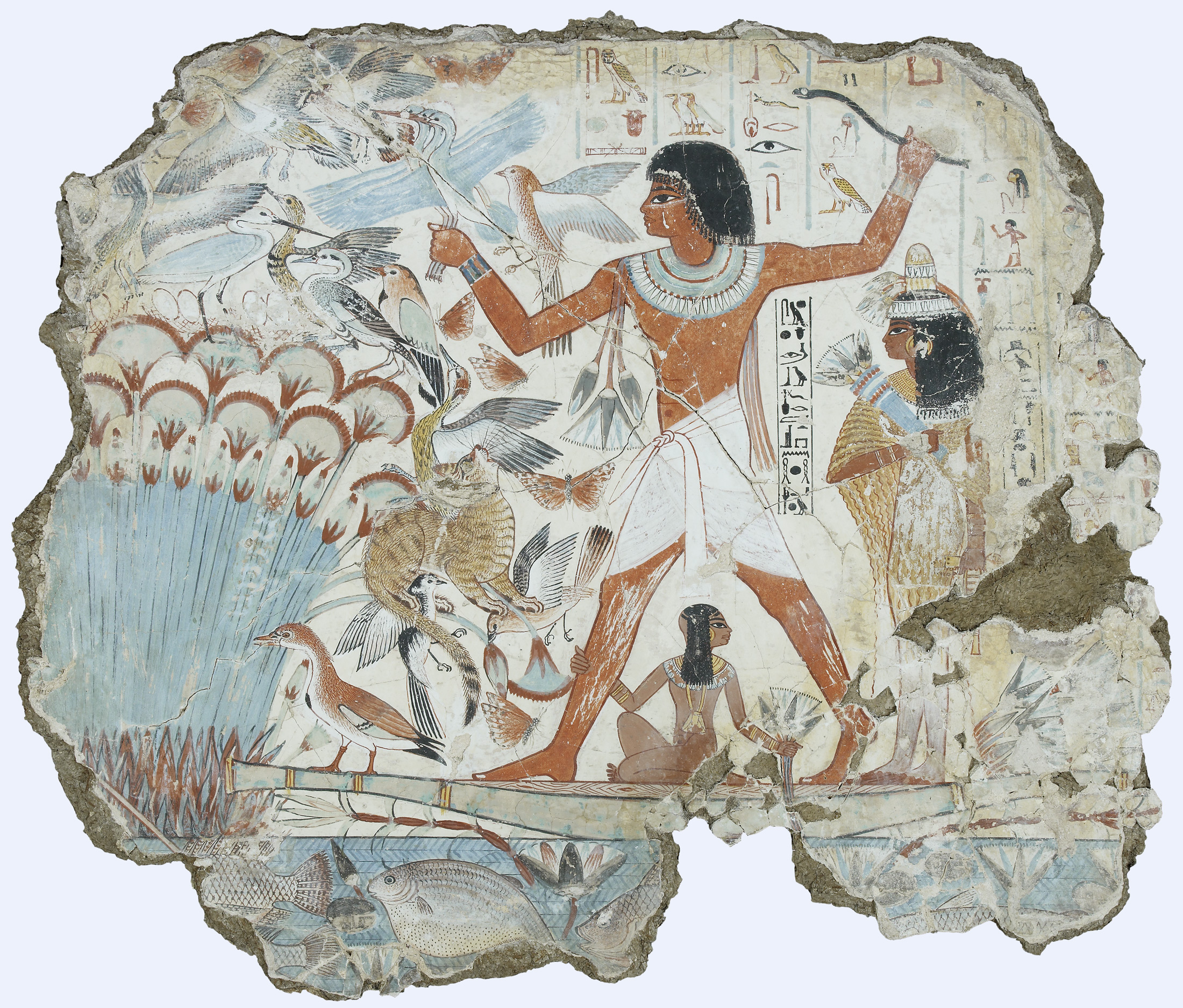
Madarászat
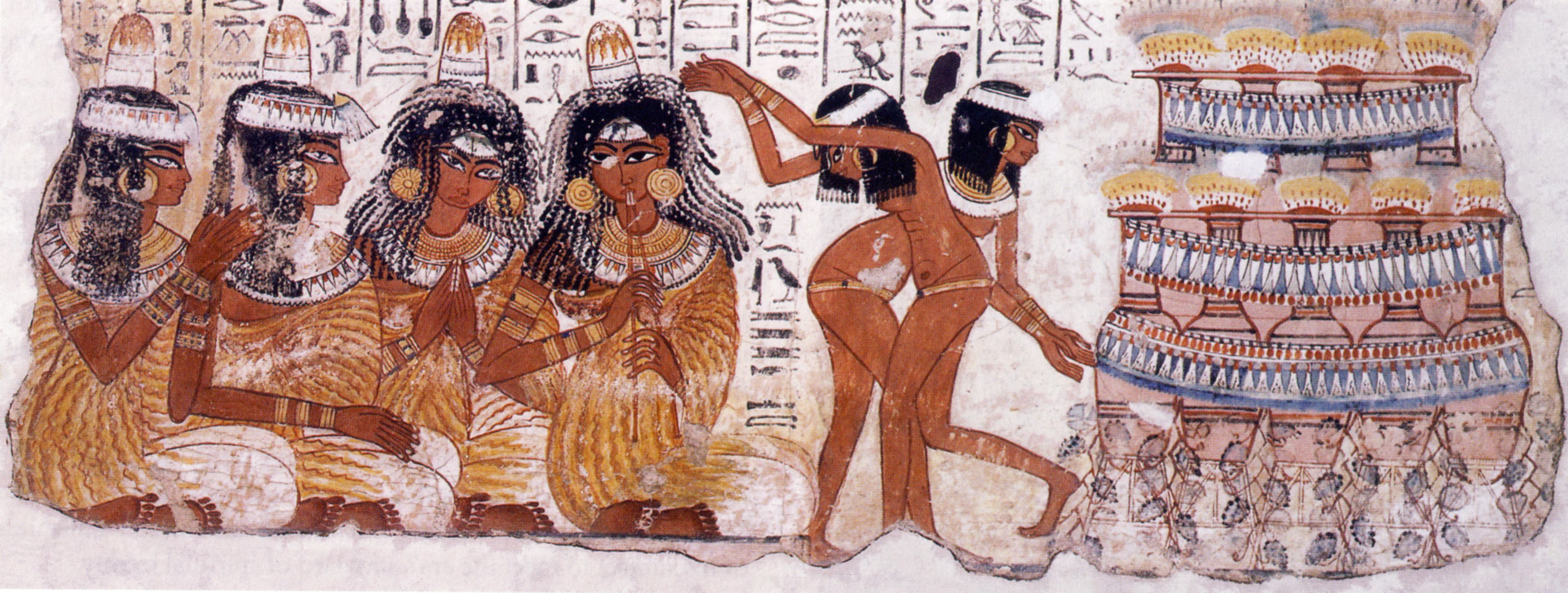
Táncosok és zenészek
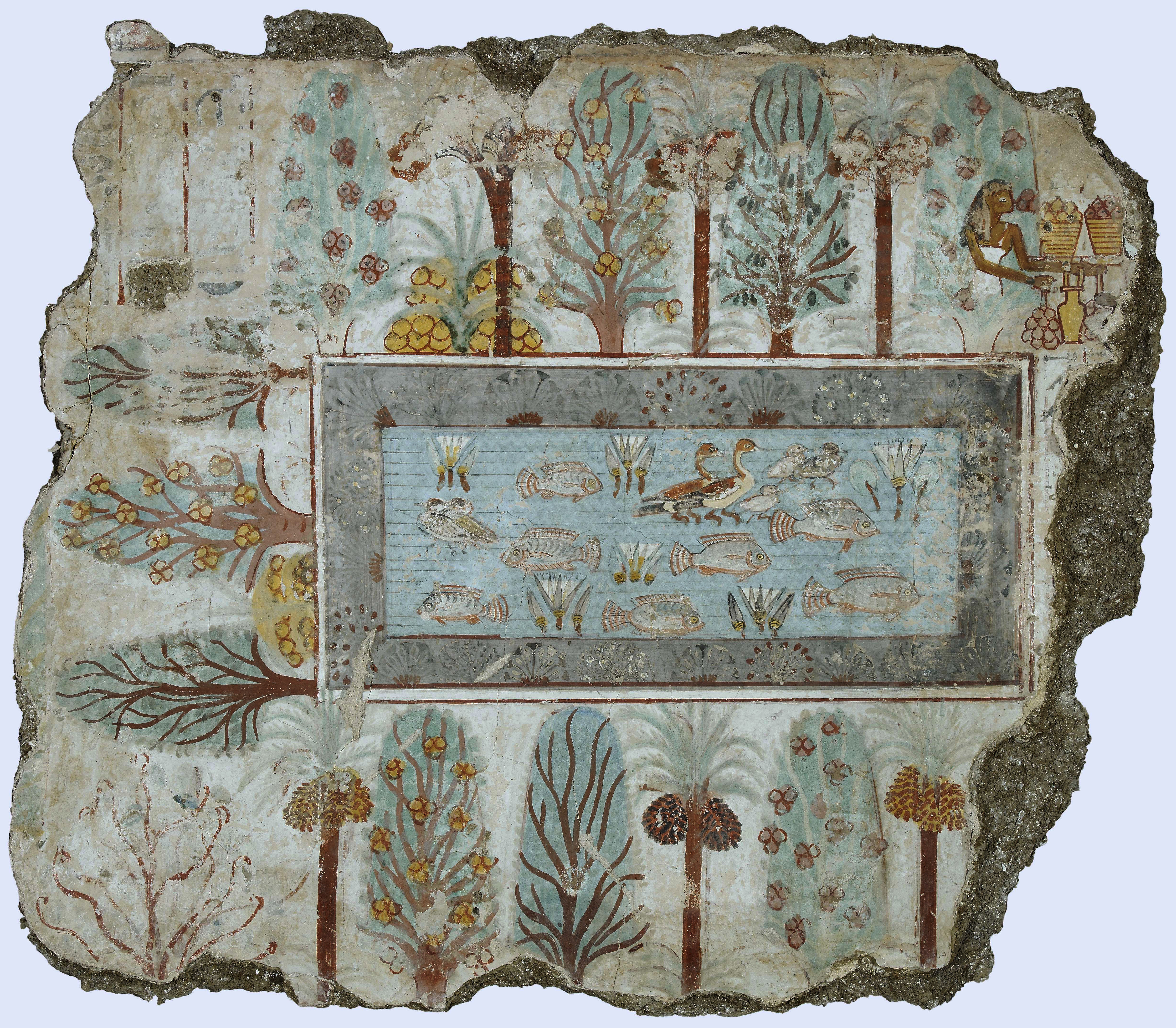
Kerti tavacska

## Fordítás
- Ez a szócikk részben vagy egészben  a   Nebamun című angol Wikipédia-szócikk ezen változatának fordításán alapul.  Az eredeti cikk szerkesztőit annak laptörténete sorolja fel. Ez a jelzés csupán a megfogalmazás eredetét és a szerzői jogokat jelzi, nem szolgál a cikkben szereplő információk forrásmegjelöléseként.

## Külső hivatkozások
- Nebamun: Illustrated description of tomb and its erotic dancers